# Tenacità
La tenacità di un materiale può essere impiegata in diversi contesti. La tenacità può essere considerata come la capacità di assorbire energia e di deformarsi plasticamente prima della rottura. Corrisponde all'area sottostante la curva tensione/deformazione; in questo caso, il suo significato fisico è quello di una densità energetica (unità di misura internazionali: J/m3) immagazzinata nel materiale. Può anche essere indicata come la proprietà che indica la resistenza alla frattura in un materiale in presenza di intagli.
Non va confusa con la resilienza, che si riferisce invece solo alla fase elastica (alle basse deformazioni), e non all'intero campo di resistenza (classicamente composto da fase elastica, snervamento, e fase plastica).
Il valore è determinato dall'integrazione dell'energia di deformazione lungo la curva tracciando una retta verticale dal punto finale della curva fino all'asse delle ascisse.
La scarsa tenacità di un materiale può portare ad una rottura fragile che si svolge nelle seguenti fasi:
- Innesco di una cricca (rottura locale)
- Propagazione della rottura (se il materiale è privo di tenacità la rottura procede rapidamente e con un minimo dispendio di energia).

La tenacità di un materiale non è una sua caratteristica intrinseca ma dipende dalle condizioni di prova, ad esempio dalla velocità di deformazione e dalla temperatura, e dai difetti presenti nel campione, ad esempio gli intagli.

## Metallurgia
In metallurgia si incontra la definizione di tenacità statica, indice della capacità di un materiale di immagazzinare energia nel campo elasto-plastico prima di arrivare a rottura sotto l'azione di carichi statici.
La tenacità si differenzia dalla resilienza la quale è l'energia necessaria per la rottura di un materiale sottoposto a carichi impulsivi tali da non permettere la deformazione plastica, ovvero la rottura del pezzo avviene in campo elastico. Erroneamente si confonde la resilienza con l'energia assorbita nel materiale sottoposto a delle prove di carico impulsivo, come prova Charpy, quando anche in queste prove vi è un parziale assorbimento di energia in campo plastico.
La tenacità è rappresentata dall'area sottostante la curva reale di trazione che rappresenta l'energia per unità di volume richiesta per deformare a trazione un campione di materiale fino a rottura, indicata con {\displaystyle \varepsilon _{r}}:
{\displaystyle {W \over V}=\int _{0}^{\varepsilon _{r}}\sigma \,d\varepsilon }
Essa è proporzionale al prodotto {\displaystyle R_{m}\cdot A_{n}}, dove {\displaystyle R_{m}} è il carico di rottura di un materiale e {\displaystyle A_{n}} è l'allungamento percentuale dopo rottura.

## Misure di tenacità

Dimensioni e forma di un provino con intaglio a V.

La tenacità all'intaglio si misura secondo le norme tecniche sottoponendo un provino del materiale da esaminare, ad esempio un materiale metallico o un materiale plastico, la cui superficie presenta un intaglio, a prova d'urto tramite un maglio a forma di pendolo che colpisce la faccia della provetta opposta a quella contenente l'intaglio, un esempio di tale macchinario è il pendolo di Charpy. Essa, poi, è ottenuta direttamente calcolando la differenza tra l'altezza iniziale {\displaystyle H} da cui il pendolo viene lasciato cadere e l'altezza massima {\displaystyle h} che raggiunge dopo aver, in un sol colpo, rotto per urto-flessione il campione del materiale sottoposto a misura.
La tenacità, che rappresenta esattamente l'energia assorbita dalla provetta durante l'urto, misurata in joule, vale:
{\displaystyle K=F_{P}\cdot (H-h)}
dove {\displaystyle K} è proprio la tenacità all'intaglio e {\displaystyle F_{P}} è il peso del pendolo.
La tenacità all'intaglio può essere calcolata anche con la prova d'urto di Izod, realizzata anch'essa tramite un pendolo ad impatto, in conformità con la ASTM E-23.

## Tessile
In campo tessile la tenacità è la resistenza alla rottura del filato rapportata al titolo unitario. Si esprime generalmente in cN/dtex. I valori di tenacità indicano il comportamento del materiale al limite estremo della sollecitazione. 
Per avere informazioni sulle sollecitazioni comprese tra zero e il limite di rottura, si utilizza il diagramma della tenacità/allungamento. Il modulo elastico è il tratto iniziale della curva del diagramma tenacità/allungamento, chiamato anche Modulo di Young; questo ci fornisce il comportamento dei materiali ai carichi bassi, cioè tutti quelli che si possono verificare durante l'operazione di orditura o tessitura.